# Havering-atte-Bower
Havering-atte-Bower is een gebied in het Londense bestuurlijke gebied Havering, in de regio Groot-Londen. In 1870-72 telde het dorp 429 inwoners.